# Domenico Maria Fratta
Domenico Fratta (Bologna, 18 marzo 1696 – Bologna, 10 agosto 1763) è stato un pittore e incisore italiano.

## Biografia
Ha studiato la pittura con Giovanni Maria Viani, Carlo Antonio Rambaldi e Donato Creti. Ha poi abbandonato questa attività per consacrarsi interamente alla incisione che gli procurò grande fama. Successivamente è divenuto membro della Academia Clementina .